# Ciołek (herb szlachecki)
Ciołek – polski herb szlachecki, noszący zawołania Biała, Ciołek. Wzmiankowany w najstarszym zachowanym do dziś polskim herbarzu, Insignia seu clenodia Regis et Regni Poloniae, spisanym przez historyka Jana Długosza w latach 1464–1480. Ciołek jest jednym z 47 herbów adoptowanych przez bojarów litewskich na mocy unii horodelskiej z 1413 roku. 
Herb występował głównie wśród rodzin osiadłych w ziemi sandomierskiej, na Kujawach i w Wielkopolsce. Spośród najbardziej znanych rodów pieczętujących się herbem Ciołek, należy wymienić Poniatowskich i Zielińskich.
Ciołka używał też Stanisław II August.

## Opis herbu

### Opis historyczny

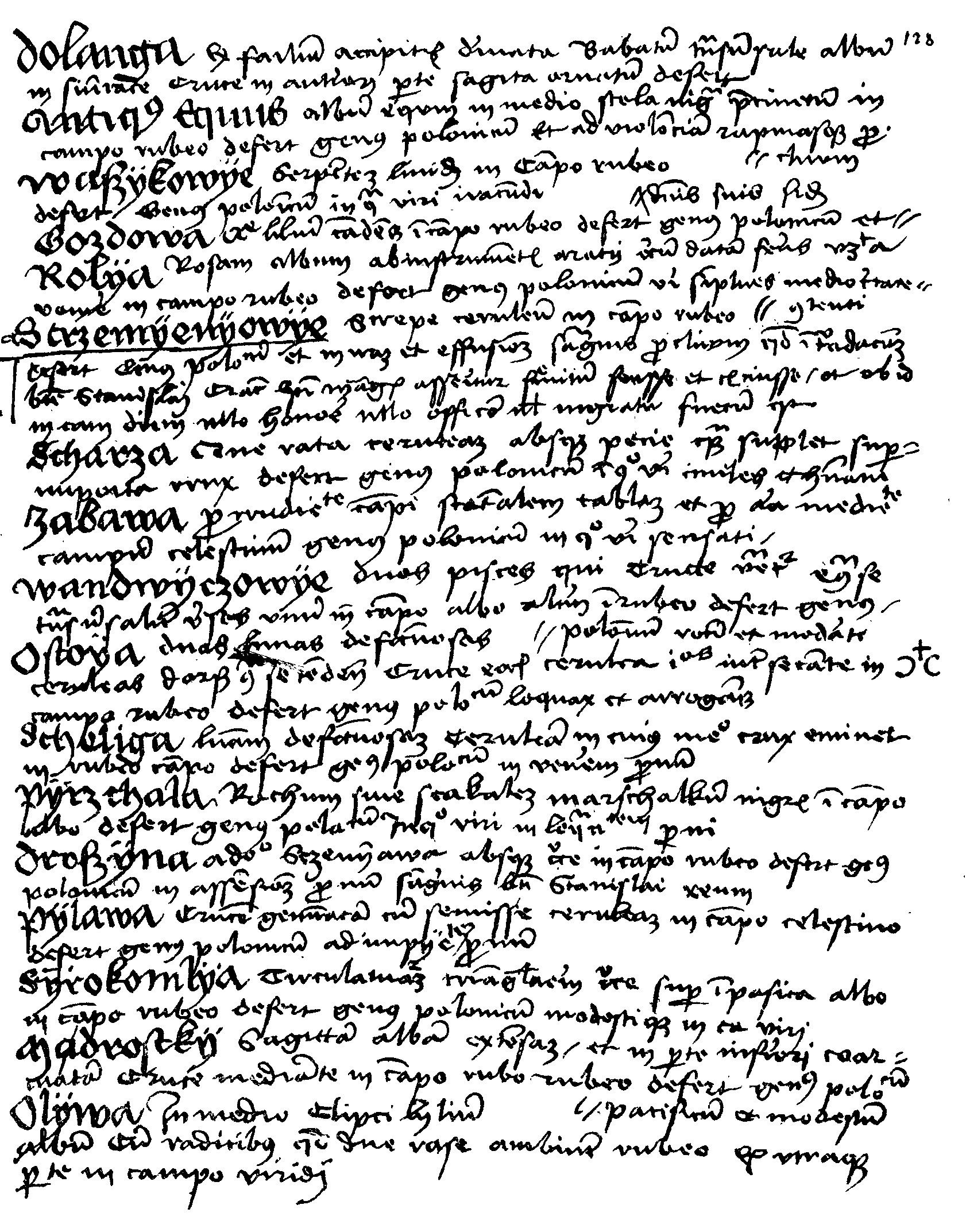
Jedna ze stron manuskryptów Jana Długosza, zawierająca opisy polskich herbów

Jan Długosz (1415–1480) blazonuje herb i opisuje herbownych następująco:

Taurorum, Taurum rubeum in albo campo defert. Genus Almanicum, viri robusti, sed ad violenciam et impietatem proni.

Po przetłumaczeniu:

Ciołek, byka czerwonego w polu białym noszą. Rodzina niemiecka, tędzy ludzie, ale skłonni do przemocy i bezbożności.

Kasper Niesiecki, podając się na dzieła historyczne min. Szymona Okolskiego, Wacława Potockiego i Marcina Bielskiego, opisuje herb:

Jest Ciołek czerwony w białym polu, z rogami, w prawą tarczy głową i całym sobą obrócony: nad hełmem i koroną połowa tegoż Ciołka w prawą tarczy z korony  wyskakującego.

### Opis współczesny
Opis skonstruowany współcześnie brzmi następująco:
Na tarczy w polu srebrnym ciołek stojący czerwony.
W klejnocie pół ciołka wspiętego.
Labry herbowe czerwone, podbite srebrem.

## Geneza

### Najwcześniejsze wzmianki
Najstarszym znanym nam przedstawicielem rodu Ciołków był komes Gosław z Drzewicy (województwo łódzkie) zmarły w 1251 r. Drzewnica, gniazdo rodowe Ciołków Drzewnickich, była we władaniu tego rodu przez ponad 500 lat. Dzięki Spominkom o Ciołkach napisanych przez  kasztelana małogoskiego Adama Drzewickiego herbu Ciołek z Drzewicy (zm. 6 maja 1534) znamy potomków Gosława: Wojciech syn Gosława (zm. 1321), Mikołaj syn Wojciecha (zm. 1339), Andrzej syn Mikołaja (zm. 1385), Bogusław syn Andrzeja (zm. 1414), Jakub syn Bogusława, dziad Adama Drzewieckiego kasztelana małogoskiego.
Najwcześniejsze użycie heraldycznego Ciołka, niezwiązane jednakże z nazwą heraldycznego rodu Ciołek, na terenach Polski zostało znalezione na Śląsku na pieczęci Henryka z Wizenburga (Henricus de Wisenburgh) pochodzącej z 1279. Obszerna dyskusja nad uznaniem Henryka z Wizenburga za protoplastę heraldycznego rodu Ciołków na terenie Polski została przeprowadzona przez Jardetzky’ego.
Najwcześniejszy dokument odnoszący się do herbu Ciołek został wydany przez komesa – comes Thomas dictus Ciołek heres ville de Bogucicz pochodzący z 14 lutego 1325 i potwierdzonego tego samego dnia przez króla Władysława Łokietka (Wladislaus dei gracja Rex polonie) w Chęcinach.
Znane są wizerunki pieczętne z roku 1385 i 1401.
Podczas unii horodelskiej doszło do adoptowania Jana Ewilda, bojara litewskiego, do herbu Ciołek. Swą pieczęć przytłoczył do aktu unii Stanisław z Brezecza (Stanislaus de Brezecz). Z tego samego okresu pochodzi herb z modlitewnika Stanisława Ciołka, biskupa poznańskiego, datowanego na 1430.
Najwcześniejsze lokalne źródło heraldyczne wymieniające ten herb to wspomniane już wcześniej Insignia seu clenodia Regis et Regni Poloniae, datowane na lata 1464–1480. Autorem tego dzieła jest polski historyk, Jan Długosz.

### Etymologia
Od nazwy osobowej Ciołek (według staropolskiego słownika nazw osobowych) lub w wypadku wtórnego nawiązania możliwe też od apelatywu ciołek (łac. taurus; „byk, wół”). Apelatyw ciołek i wół i ich łacińskie odpowiedniki, takie jak: taurus, bos, vitulus, znajdują się w opisach herbu na przestrzeni wieku. Przybranie ciołka do tarczy herbowej było wtórne w stosunku do nazwy rodu.

## Herbowni

### Lista Tadeusza Gajla
Lista herbownych w artykule sporządzona została na podstawie wiarygodnych źródeł, zwłaszcza klasycznych i współczesnych herbarzy. Należy jednak zwrócić uwagę na częste zjawisko przypisywania rodom szlacheckim niewłaściwych herbów, szczególnie nasilone w czasie legitymacji szlachectwa przed zaborczymi heroldiami, co zostało następnie utrwalone w wydawanych kolejno herbarzach. Identyczność nazwiska nie musi oznaczać przynależności do danego rodu herbowego. Przynależność taką mogą bezspornie ustalić wyłącznie badania genealogiczne.
Pełna lista herbownych nie jest dziś możliwa do odtworzenia, także ze względu na zniszczenie i zaginięcie wielu akt i dokumentów w czasie II wojny światowej (m.in. w czasie powstania warszawskiego w 1944 spłonęło ponad 90% zasobu Archiwum Głównego w Warszawie, gdzie przechowywana była większość dokumentów staropolskich). Lista nazwisk znajdująca się w artykule pochodzi z Herbarza polskiego, Tadeusza Gajla (181 nazwisk). Występowanie na liście nazwiska nie musi oznaczać, że konkretna rodzina pieczętowała się herbem Ciołek. Często te same nazwiska są własnością wielu rodzin reprezentujących wszystkie stany dawnej Rzeczypospolitej, tj. chłopów, mieszczan, szlachtę. Jest to jednakże dotychczas najpełniejsza lista herbownych, uzupełniana ciągle przez autora przy kolejnych wydaniach Herbarza. Tadeusz Gajl wymienia następujące nazwiska uprawnionych do używania herbu Ciołek:
|  | Aksamitowski, Bielański, Bielawski, Bieliński, Borkowski, Brzeski, Bzicki, Cetys, Chabdziński, Chądzeński, Chądzyński, Chebdziński, Chędziński, Chodźko, Chudzewski, Cichoborski, Cielątko, Ciołek, Ciołkiewicz, Ciołkowicz, Ciszkiewicz, Czarnołoski, Czarnołuski, Czuszułowicz, Dobroniecki, Dobrynicki, Dobryniecki, Dobryniewski, Dobrzyniecki, Dobszewicz, Drzewicki, Drzewiecki, Dulewicz, Ewil, Ewild, Eynild, Fiebron, Fyebron, Gałajski, Gawianowski, Gerłachowski, Gierlachowski, Gierłach, Gierłachowski, Głuski, Głuszewicz, Głuszkiewicz, Głuszkowicz, Gnoiński, Gnojeński, Gorczyczewski, Goryszewski, Gościejewski, Gościejowski, Górecki, Gułowski, Gumkowski, Gutanowski, Gutowski, Hutowicz, Jarogoszka, Jarosławski, Jasiewski, Jaszewski, Jazgarski, Jazgarzewski, Jazgorzewski, Jeżowski, Kajsza, Kaliski, Kalisz, Kędzierzawski, Klausgielowicz, Klawsgiełowicz, Kodziewicz, Komarowicz, Komarowski, Komorowski, Konarzewski, Kopowski, Korwecki, Korycki, Kossowski, Koszewski, Koszowski, Koszyłowicz, Kromolicki, Krzytowicz, Kuczyński, Leżański, Leżeński, Leżyński, Lipowiec, Lipowiecki, Lipowski, Maciejewski, Maciejowski, Malinowski, Mączewski, Michajłowicz, Mielecki, Milecki, Milęcki, Modliszewski, Mordas, Mosiński, Muświc, Nowosza, Orzechowski, Osiemborowski, Ostrołęcki, Ostrowski, Oszczepalski, Pawłowski, Pijanowski, Pilecki, Piotrowski, Podfilipski, Podrzecki, Podstolski, Poniatowski, Poświński, Powiełowski, Powsiński, Powsłowski, Poznański, Pożarzyński, Pusłowski, Rachowski, Regulski, Rodewicz, Rogewicz, Roszewski, Roszczewski, Rożniszewski, Rusiński, Sablicki, Sadurski, Siekierka, Siekierko, Snarski, Sobieński, Starski, Szablicki, Świderski, Świrski, Tarnowski, Tetewczyński, Wigand, Winkszna, Winkszno, Wiszniowski, Wiśniewski, Witelius, Włost, Włostowski, Wolczyński, Wołczyński, Woźnicki, Wrzescz, Wrzeszcz, Wrzeszczowski, Wyleziński, Zabowicz, Zakrzewski, Zaleski, Zalęcki, Załęcki, Zardecki, Zelechowski, Zielechowski, Zielichowski, Zieliński, Zozulski, Zuliński, Żardecki, Żelechowski, Żeleński, Żelichowski, Żeliński, Żuliński, Żyliński Tadeusz Gajl, Herbarz Polski |

### Pozostałe nazwiska
Kasper Niesiecki, w swoim herbarzu wspomina również o nazwiskach Cetys oraz Tur.

## Odmiany
| Odmiany herbu Ciołek | Odmiany arystokratyczne herbu Ciołek |  |

## Galeria

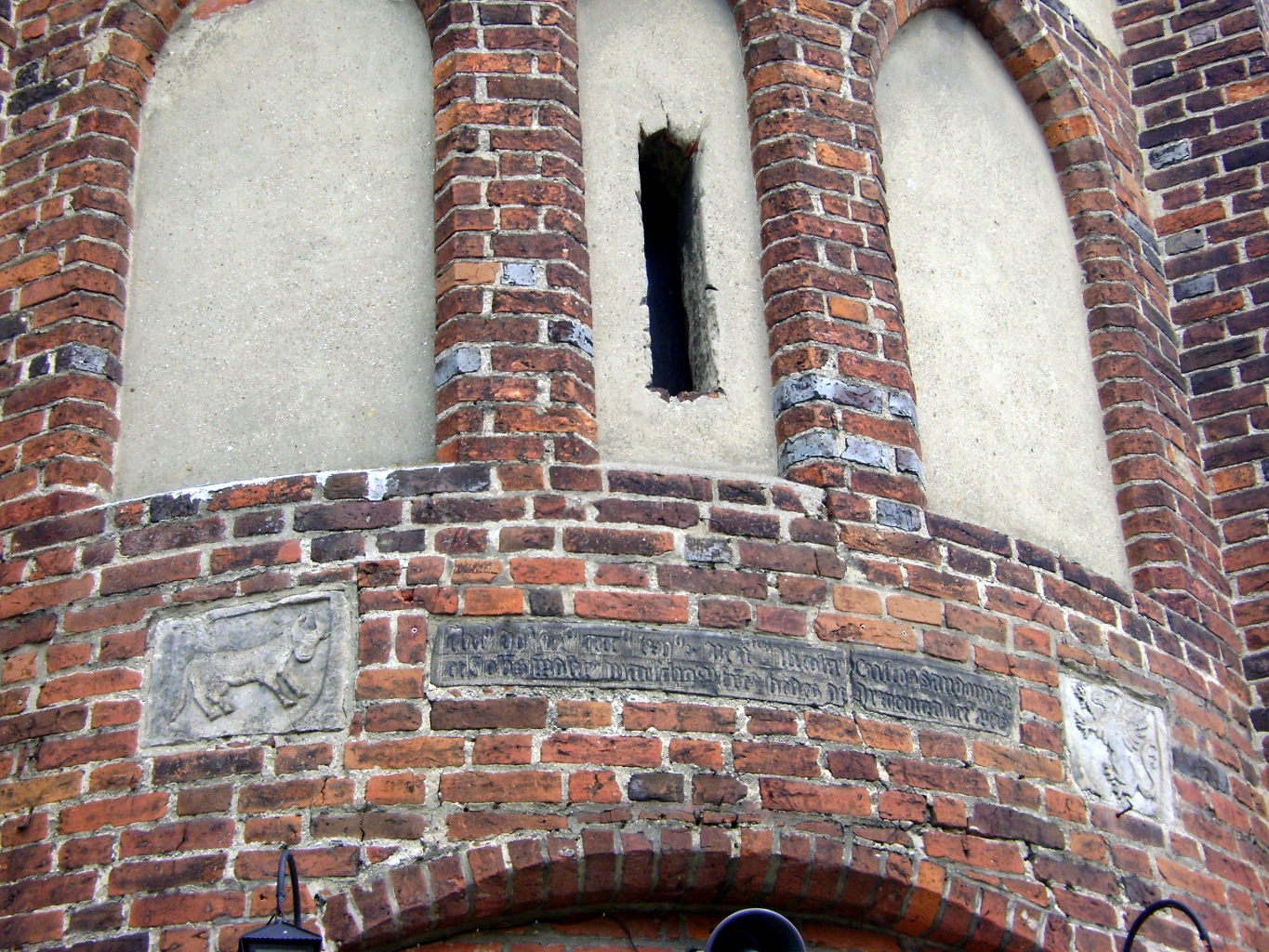
Herb Ciołek i Gryf nad wejściem do Kościoła w Drzewicy
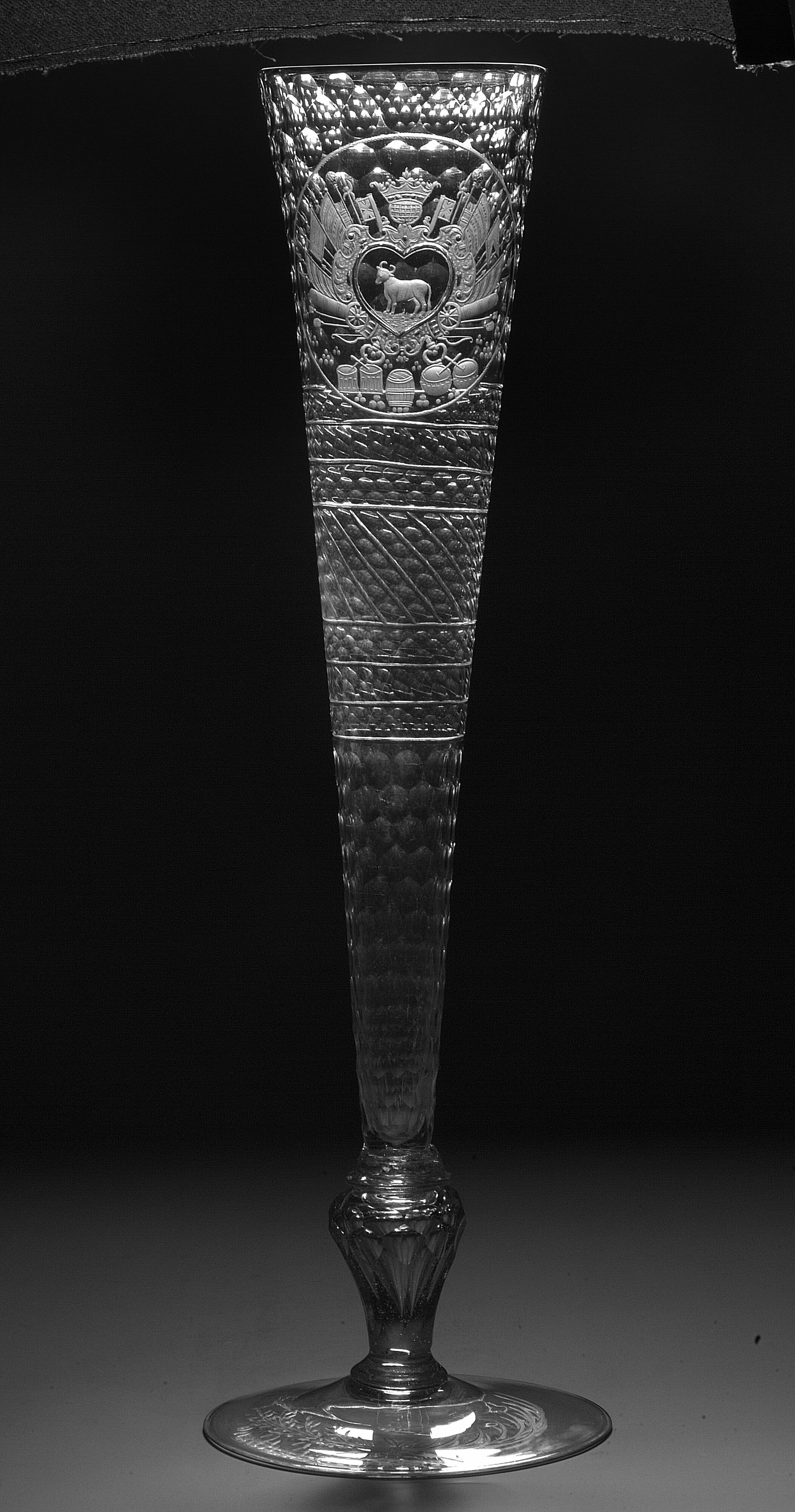
Kielich Stanisława Poniatowskiego z herbem Ciołek
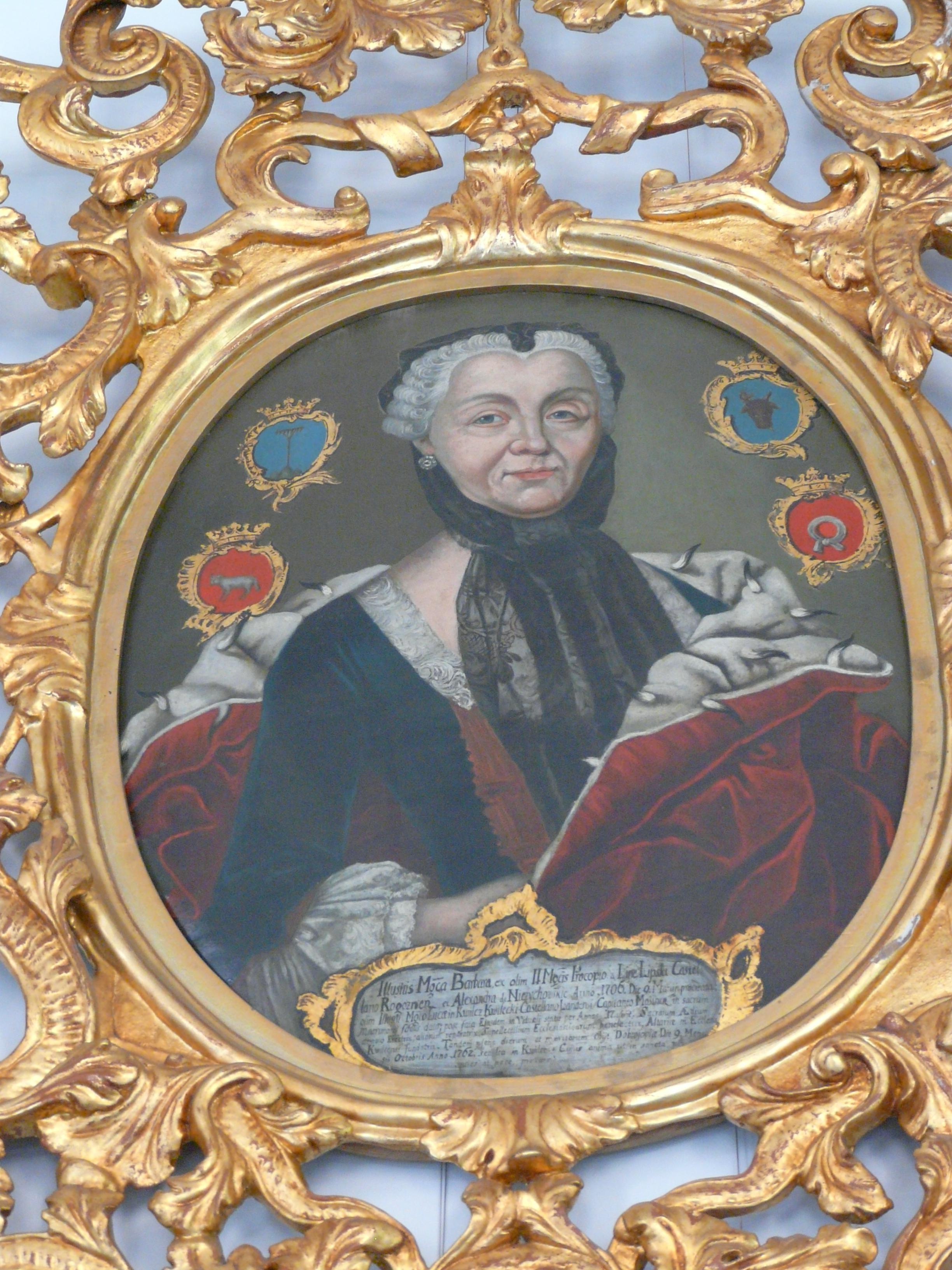
Barbara Kwilecka wraz z czterema herbami. Wśród nich Ciołek